# Добривое Видич
Добривое Видич (на сръбски: Добривоје Видић) е югославски партизанин, дипломат и политик.

## Биография
Роден е на 24 декември 1918 г. в Чачак, Сърбия. От 1938 г. е член на СКМЮ, а на ЮКП от следващата година. Бил е секретар на Покрайненския комитет на СКМЮ за Македония. През февруари 1940 г. става член на Покраинския комитет на Македония. През 1941 г. се включва в комунистическата съпротива във Войводина. След войната е член на Покрайненския комитет на ЮКП за Войводина. Бил е член на Председателството на ЦК на ЮКП.
От 1952 до 1953 г. е посланик на СФРЮ в Бирма, а от 1953 до 1956 г. – в СССР. През 1958 г. е представител на СФРЮ в ООН. Остава на този пост до 1960 г. Между 1965 и 1969 г. отново е посланик в СССР. Между 1972 и 1974 г. е член на Председателството на ЮКП. Носител е на Партизански възпоменателен медал 1941 г. Умира на 3 март 1992 г. в Белград.